# Sallie W. Chisholm
Sallie W. (Penny) Chisholm (1947) es una bióloga marina, y oceanógrafa estadounidense en el Instituto Tecnológico de Massachusetts. Es experta en ecología y evolución de microbios del océano.

## Educación
Se graduó por el Instituto Sénior Marquette, MI en 1965. Asistió a la Universidad Skidmore; y, obtuvo un Ph.D. por la Universidad de Albany (SUNY) en 1974.

## Trabajo profesional
Desde 1976, Sallie ha sido miembro de facultad en el Instituto Tecnológico de Massachusetts. Sus estudios se centran en la ecología de fitoplancton marino. Sus primeros trabajos fueron sobre los procesos del plancton de nutrientes y la manera en qué ellos afectan su ciclo de vida en tiempo diurno. Así dirigió para empezar utilizando citometría de flujo usadas para medir las propiedades de células individuales.
La aplicación de flujo citométrico a las muestras ambientales, llevaron a Chisholm y sus colaboradores (como los notables R.J. Olson Y S.M. Sosik) al descubrimiento que el plancton pequeño (en particular Prochlorococcus y Synechococcus) representan una parte mucho más importante de la productividad marina de lo que se pensaba anteriormente. Anteriormente, los oceanógrafos biológicos se habían centrado en las diatomeas silíceas como el fitoplancton más importante, representando el 10-20 gigatoneladas de captación de carbono cada año. Los trabajos de Chisholm mostraron que aún mayor cantidad de carbono se ponía en operación por la cual confirmaron la tesis de que pequeñas algas, desempeñan una función importante en el ciclo del nitrógeno global.
En años recientes, Chisholm ha juzgado negativamente el uso de fertilización con hierro como fijación tecnológica para un posible calentamiento global antropogénico.

## Honores y premios

### Membresías
- de la  Academia Nacional de Ciencias (NAS) desde 2003.

### Galardones
- enero de 2010: Medalla Alexander Agassiz, por "estudios pioneros de los organismos fotosintéticos dominantes en el mar y por integrar sus resultados a un nuevo entendimiento del océano global."[6]

- correcipiente en 2012 del Premio Ruth Patrick de la Asociación para las Ciencias de Limnología y Oceanografía.

- Medalla Nacional de Ciencia del Pte. Barack Obama el 1 de febrero de 2013.

- 2013: Premio Ramón Margalef en Ecología, “por ser una de las más productivas, investigadores carismáticos y activos en biología y ecología marina”.[7]

## Publicaciones
- Chisholm, S.W.  2012. Unveiling Prochlorococcus: The Life and times of the ocean’s smallest photosynthetic cell. 2012.  En: Microbios y Evolución: El Mundial Que Darwin Nunca Vio. En: R. Kolter Y S. Maloy [eds.]  ASM Prensa. p. 165.

- Chisholm, Sallie W. 2011. The Iron Hypothesis: Basic Research Meets Environmental Policy. Publicó Center for Global Change Science, Massachusetts Institute of Technology, 11 p.

- Coleman, M. L. Y S. W. Chisholm. 2010. Ecosystem-specific selection pressures revealed by comparative population genomics. PNAS 107 (43): 18634–18639.

- Lindell, D. J.D. Jaffe, M.l. Coleman, yo.M. Axmann, T. Rector, G. Kettler, M.B. Sullivan, R. Steen, W.R. Hess, G.M. Iglesia, y S. W. Chisholm. 2007. Genome-wide expression dynamics of a marine virus and host reveal features of coevolution. Nature 449: 83-86

- Chisholm, Sallie W., P.G. Falkowski, y J.J. Cullen. Dis-Crediting Ocean Fertilization. Science 294: 309-310, 2001.

- Chisholm, S.W., R.J. Olson, E.R. Zettler, R. Goericke, J. Waterbury, y N. Welschmeyer. A novel free-living prochlorophyte abundant in the oceanic euphotic zone. Nature 334 (6180): 340-343, 1988.